# Futsal-Bundesliga 2024/25
Die Futsal-Bundesliga-Saison 2024/25 war die vierte Spielzeit der höchsten deutschen Spielklasse im Futsal der Männer. Die Saison begann am 31. August 2024 mit dem ersten Spieltag und endete am 15. März 2025. Anschließend folgten die Meisterschafts-Play-off und Relegation.

## Teilnehmer
Für die Futsal-Bundesliga 2024/25 sind folgende Mannschaften sportlich qualifiziert:
- Die acht besten Mannschaften der Futsal-Bundesliga 2023/24:
  -  TSV Weilimdorf (M)
  -  HOT 05 Futsal
  -  Hamburger SV
  -  FC Liria Berlin
  -  MCH Futsal Club Bielefeld
  -  Jahn Regensburg Futsal
  -  SV Pars Neu-Isenburg
  -  Fortuna Düsseldorf
- Sieger der Relegationsspiele zwischen dem Neunten der Futsal-Bundesliga 2023/24 und den Meistern der Futsal-Regionalligen 2023/24:
  -  Futsal Panthers Köln
  -  Beton Boys München

## Spielstätten
| Team                      | Stadt                | Halle                             |
| ------------------------- | -------------------- | --------------------------------- |
| FC Liria Berlin           | Berlin               | Werner-Seelenbinder-Sportpark     |
| MCH Futsal Club Bielefeld | Bielefeld            | Sporthalle Sennestadt Süd         |
| MCH Futsal Club Bielefeld | Bielefeld            | Seidensticker Halle               |
| Fortuna Düsseldorf        | Düsseldorf           | Comenius Gymnasium                |
| Hamburger SV              | Hamburg              | Sporthalle Wandsbek               |
| HOT 05 Futsal             | Hohenstein-Ernstthal | Hot-Sportzentrum                  |
| Futsal Panthers Köln      | Köln                 | Sporthalle Wasseramseldome        |
| Futsal Panthers Köln      | Köln                 | Halle Bergischer Ring             |
| Beton Boys München        | München              | Sportpark Freiham                 |
| Beton Boys München        | München              | Thomas-Mann-Gymnasium             |
| SV Pars Neu-Isenburg      | Neu-Isenburg         | SH Dreieich-Sprendlingen          |
| Jahn Regensburg Futsal    | Regensburg           | Clermont-Ferrand-Halle Regensburg |
| Jahn Regensburg Futsal    | Regensburg           | Tangrintelhalle Hemau             |
| TSV Weilimdorf            | Stuttgart            | Spechtweghalle Weilimdorf         |
| TSV Weilimdorf            | Stuttgart            | Scharrena Stuttgart               |

## Statistiken

### Tabelle
| Pl.             | Verein                    | Sp. | S  | U | N  | Tore    | Diff. | Punkte |
| --------------- | ------------------------- | --- | -- | - | -- | ------- | ----- | ------ |
| 1.              | HOT 05 Futsal             | 18  | 14 | 3 | 1  | 079:390 | +40   | 45     |
| 2.              | Hamburger SV              | 18  | 13 | 3 | 2  | 106:350 | +71   | 42     |
| 3.              | TSV Weilimdorf (M)        | 18  | 13 | 3 | 2  | 090:470 | +43   | 42     |
| 4.              | Jahn Regensburg Futsal    | 18  | 9  | 3 | 6  | 067:550 | +12   | 30     |
| 5.              | MCH Futsal Club Bielefeld | 18  | 7  | 2 | 9  | 089:970 | −8    | 23     |
| 6.              | FC Liria Berlin           | 18  | 5  | 6 | 7  | 069:810 | −12   | 21     |
| 7.              | Beton Boys München (N)    | 18  | 4  | 2 | 12 | 059:116 | −57   | 14     |
| 8.              | Fortuna Düsseldorf        | 18  | 3  | 4 | 11 | 061:840 | −23   | 13     |
| 9.              | SV Pars Neu-Isenburg      | 18  | 4  | 1 | 13 | 049:900 | −41   | 13     |
| 10.             | Futsal Panthers Köln (N)  | 18  | 3  | 3 | 12 | 050:750 | −25   | 12     |
| Stand: Endstand |                           |     |    |   |    |         |       |        |

Zum Ende der Gruppenphase 2024/25:
Zum Saisonende 2023/24:
| (M) | Deutscher Futsal-Meister: TSV Weilimdorf                                                                      |
| (N) | Sieger der Relegation und Aufsteiger aus der Futsal-Regionalliga: Futsal Panthers Köln und Beton Boys München |

### Kreuztabelle
Die Kreuztabelle stellt die Ergebnisse aller Spiele dieser Saison dar. Die Heimmannschaft ist in der linken Spalte, die Gastmannschaft in der oberen Zeile aufgelistet.
| 2024/25                   | HOT 05 Futsal | Hamburger SV#Futsal | TSV Weilimdorf | SSV Jahn Regensburg | MCH Futsal Club Bielefeld | FC Liria Berlin | MÜN  | Fortuna Düsseldorf | PARS | KÖL |
| ------------------------- | ------------- | ------------------- | -------------- | ------------------- | ------------------------- | --------------- | ---- | ------------------ | ---- | --- |
| HOT 05 Futsal             |               | 1:1                 | 1:2            | 5:3                 | 5:2                       | 4:2             | 7:1  | 10:5               | 5:2  | 2:1 |
| HSV-Panthers              | 0:3           |                     | 2:3            | 3:3                 | 10:1                      | 7:1             | 11:4 | 8:2                | 7:0  | 5:2 |
| TSV Weilimdorf            | 2:3           | 4:4                 |                | 5:1                 | 5:5                       | 8:3             | 8:2  | 6:3                | 7:3  | 8:4 |
| Jahn Regensburg Futsal    | 2:2           | 2:5                 | 2:1            |                     | 5:0N                      | 8:6             | 6:0  | 3:1                | 4:2  | 6:2 |
| MCH Futsal Club Bielefeld | 3:9           | 2:8                 | 3:7            | 7:5                 |                           | 6:8             | 11:7 | 8:3                | 9:1  | 9:3 |
| FC Liria Berlin           | 4:4           | 1:6                 | 3:3            | 5:3                 | 5:4                       |                 | 4:7  | 4:2                | 4:4  | 1:1 |
| Beton Boys München        | 1:4           | 3:10                | 2:8            | 2:5                 | 5:3                       | 5:5             |      | 4:4                | 5:3  | 7:5 |
| Fortuna Düsseldorf        | 3:4           | 2:8                 | 3:5            | 3:3                 | 4:5                       | 4:4             | 10:2 |                    | 5:2  | 5:3 |
| SV Pars Neu-Isenburg      | 3:6           | 1:5                 | 0:3            | 4:2                 | 3:7                       | 3:8             | 6:1  | 5:2                |      | 2:6 |
| Futsal Panthers Köln      | 2:4           | 0:6                 | 3:5            | 2:4                 | 4:4                       | 2:1             | 6:1  | 0:0                | 4:5  |     |
| Stand: Endstand           |               |                     |                |                     |                           |                 |      |                    |      |     |

| N | Nicht Antritt |

## Meisterschafts-Playoffs
Gespielt wird nach Best-of-three-Modus.
Die Mannschaft mit der besseren Platzierung nach der Hauptrunde hat Rückspiel und möglichem Entscheidungsspiel das Heimrecht.
|  | Viertelfinale | Viertelfinale             | Viertelfinale          | Viertelfinale | Viertelfinale |                        |   | Halbfinale     | Halbfinale | Halbfinale | Halbfinale | Halbfinale |  |  | Finale | Finale | Finale | Finale | Finale |
|  |               |                           |                        |               |               |                        |   |                |            |            |            |            |  |  |        |        |        |        |        |
|  | 1             | HOT 05 Futsal             | 7                      | 5             |               |                        |   |                |            |            |            |            |  |  |        |        |        |        |        |
|  | 8             | Fortuna Düsseldorf        | 3                      | 0             |               |                        |   |                |            |            |            |            |  |  |        |        |        |        |        |
|  | 8             | Fortuna Düsseldorf        | 3                      | 0             | 1             | HOT 05 Futsal          | 0 | 1              |            |            |            |            |  |  |        |        |        |        |        |
|  |               |                           |                        |               |               | HOT 05 Futsal          | 0 | 1              |            |            |            |            |  |  |        |        |        |        |        |
|  |               | 4                         | Jahn Regensburg Futsal | 3             | 2             |                        |   |                |            |            |            |            |  |  |        |        |        |        |        |
|  | 4             | 4                         | Jahn Regensburg Futsal | 3             | 2             | Jahn Regensburg Futsal | 7 | 6              |            |            |            |            |  |  |        |        |        |        |        |
|  | 4             |                           |                        |               |               |                        | 7 | 6              |            |            |            |            |  |  |        |        |        |        |        |
|  | 5             | MCH Futsal Club Bielefeld | 1                      | 4             |               |                        |   |                |            |            |            |            |  |  |        |        |        |        |        |
|  |               |                           |                        |               |               |                        | 3 | TSV Weilimdorf | 5          | 6          |            |            |  |  |        |        |        |        |        |
|  |               | 4                         | Jahn Regensburg Futsal | 1             | 2             |                        |   |                |            |            |            |            |  |  |        |        |        |        |        |
|  | 2             | Hamburger SV              | 7                      | 4             |               |                        |   |                |            |            |            |            |  |  |        |        |        |        |        |
|  | 7             | Beton Boys München        | 0                      | 1             |               |                        |   |                |            |            |            |            |  |  |        |        |        |        |        |
|  | 7             | Beton Boys München        | 0                      | 1             | 2             | Hamburger SV           | 8 | 1              |            |            |            |            |  |  |        |        |        |        |        |
|  |               |                           |                        |               |               | Hamburger SV           | 8 | 1              |            |            |            |            |  |  |        |        |        |        |        |
|  |               | 3                         | TSV Weilimdorf         | 10            | 2             |                        |   |                |            |            |            |            |  |  |        |        |        |        |        |
|  | 3             | 3                         | TSV Weilimdorf         | 10            | 2             | TSV Weilimdorf         | 6 | 8              |            |            |            |            |  |  |        |        |        |        |        |
|  | 3             |                           |                        |               |               |                        | 6 | 8              |            |            |            |            |  |  |        |        |        |        |        |
|  | 6             | FC Liria Berlin           | 2                      | 0             |               |                        |   |                |            |            |            |            |  |  |        |        |        |        |        |

## Relegation

### Teilnehmer aus den Regionalverbänden
Neben dem Zehntplatzierten der abgelaufenen Futsal-Bundesliga-Saison, Futsal Panthers Köln, nehmen die fünf Meister der Regionalligen an der Relegation teil. FC St. Pauli hat als Meister der Regionalliga Nord keine Lizenzierungsunterlagen für die Bundesliga eingereicht, somit nimmt kein Vertreter der Regionalliga Nord an der Relegation teil.
| Nord            | Nordost            | West        | Südwest        | Süd                           |
| Kein Teilnehmer | Blumenstadt United | UFC Münster | TSG 1846 Mainz | YB Balkan Pfarrkirchen Futsal |

### Gruppe 1

#### Tabelle
| Pl.             | Verein                                           | Sp. | S | U | N | Tore    | Diff. | Punkte |
| --------------- | ------------------------------------------------ | --- | - | - | - | ------- | ----- | ------ |
| 1.              | Futsal Panthers Köln (Zehnter Futsal-Bundesliga) | 2   | 2 | 0 | 0 | 008:500 | +3    | 06     |
| 2.              | UFC Münster (Meister Regionalliga West)          | 2   | 0 | 0 | 2 | 005:800 | −3    | 0      |
| Stand: Endstand |                                                  |     |   |   |   |         |       |        |

#### Kreuztabelle
| Gruppe 1             | KÖL | MÜN |
| -------------------- | --- | --- |
| Futsal Panthers Köln |     | 6:5 |
| UFC Münster          | 0:2 |     |
| Stand: Endstand      |     |     |

### Gruppe 2
| Pl.             | Verein                                                   | Sp. | S | U | N | Tore    | Diff. | Punkte |
| --------------- | -------------------------------------------------------- | --- | - | - | - | ------- | ----- | ------ |
| 1.              | YB Balkan Pfarrkirchen Futsal (Meister Regionalliga Süd) | 4   | 3 | 0 | 1 | 022:120 | +10   | 09     |
| 2.              | TSG 1846 Mainz (Meister Regionalliga Südwest)            | 4   | 2 | 0 | 2 | 014:180 | −4    | 06     |
| 3.              | Blumenstadt United (Meister Regionalliga Nordost)        | 4   | 1 | 0 | 3 | 016:220 | −6    | 03     |
| Stand: Endstand |                                                          |     |   |   |   |         |       |        |

#### Kreuztabelle
| Gruppe 2                      | PFA | MAI | BLU |
| ----------------------------- | --- | --- | --- |
| YB Balkan Pfarrkirchen Futsal |     | 4:0 | 7:3 |
| TSG 1846 Mainz                | 2:8 |     | 5:3 |
| Blumenstadt United            | 7:3 | 3:7 |     |
| Stand: Endstand               |     |     |     |